# Manolo Santiago
Manuel Santiago Gil,  conocido como  Manolo Santiago (Sevilla, 24 de mayo de 1930-23 de octubre de 1997), capataz y cofrade.    

## Biografía
Vinculado desde pequeño con el mundo cofrade sevillano y en especial con la Hermandad de la Exaltación donde su padre llegó a ostentar el cargo de mayordomo, su afición como capataz de pasos de Semana Santa le llega de él, que se codeaba con otros célebres capataces los Ariza, los Bejarano o los Franco.
Su primera salida como costalero la hizo en la Hermandad de la Exaltación, y tras conocer a Salvador Dorado "el Penitente" pasó a ser costalero luego en La Hiniesta y las Angustias, siendo concretamente en la Hiniesta donde ejerce por vez primera como capataz auxiliar, estrenándose con el martillo en el año 1951.  
Su labor como capataz fue larga y continuada, siendo muchos los pasos que llegó a dirigir junto a Salvador Dorado, entre ellos, los de San Gonzalo, El Amor, La Estrella, Las Penas, Los Estudiantes y un largo etcétera entre las hermandades de Penitencia. También dirigió pasos en algunas Hermandades de Gloria como la del Carmen de San Gil, Rosario de San Vicente, Rosario de la Macarena o María Auxiliadora de Triana, entre otros. 
En el año 1973 fue testigo directo de uno de los hechos históricos de la Semana Santa sevillana, como fue la aparición de la cuadrilla de hermanos costaleros de Los Estudiantes, momento a partir del cual es contratado por distintas Hermandades, siendo la primera de ellas la de La Resurrección, a la cual le seguirían luego muchas otras. 
Fue defensor del estilo de "andar de frente", posteriormente seguido por otros miembros de su dinastía entre los que figura su propio hijo Antonio Santiago Muñoz, que también ejerce de capataz.

## Reconocimientos
Su recuerdo queda inmortalizado en el azulejo "Callejón Manolo Santiago" inaugurado el día 3 de marzo de 2003 en los jardines de la Parroquia de San Sebastián de Sevilla.
Además, el Ayuntamiento de Sevilla, a través del Distrito Casco Antiguo, decide en 2012 poner una calle a su nombre en el barrio de Santa Catalina, concretamente en el tramo que va desde  la plaza de Los Terceros hasta la esquina con la calle Gerona.